# محمدخانلی، ماساللی
محمدخانلی (به ترکی آذربایجانی: Məmmədxanlı) یک منطقه مسکونی در جمهوری آذربایجان است، که در شهرستان ماساللی واقع شده‌است. محمدخانلی ۴۶۹ نفر جمعیت دارد.